# St. Matthäus (Daleiden)

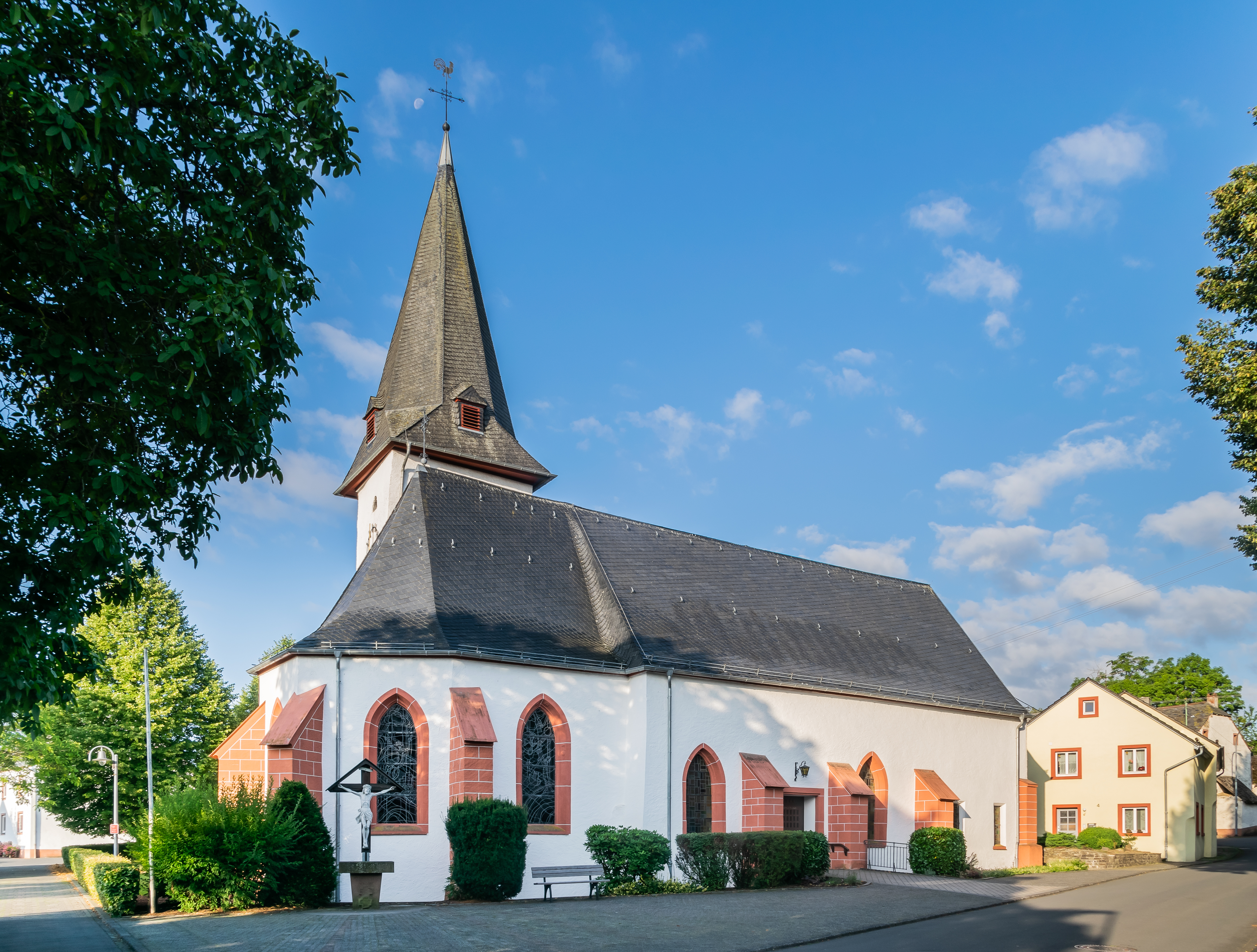
St. Matthäus (Daleiden)

Die Kirche St. Matthäus ist die römisch-katholische Pfarrkirche von Daleiden im Eifelkreis Bitburg-Prüm in Rheinland-Pfalz. Die Pfarrei Daleiden gehört in der Pfarreiengemeinschaft Arzfeld zum Dekanat St. Willibrord Westeifel.

## Geschichte

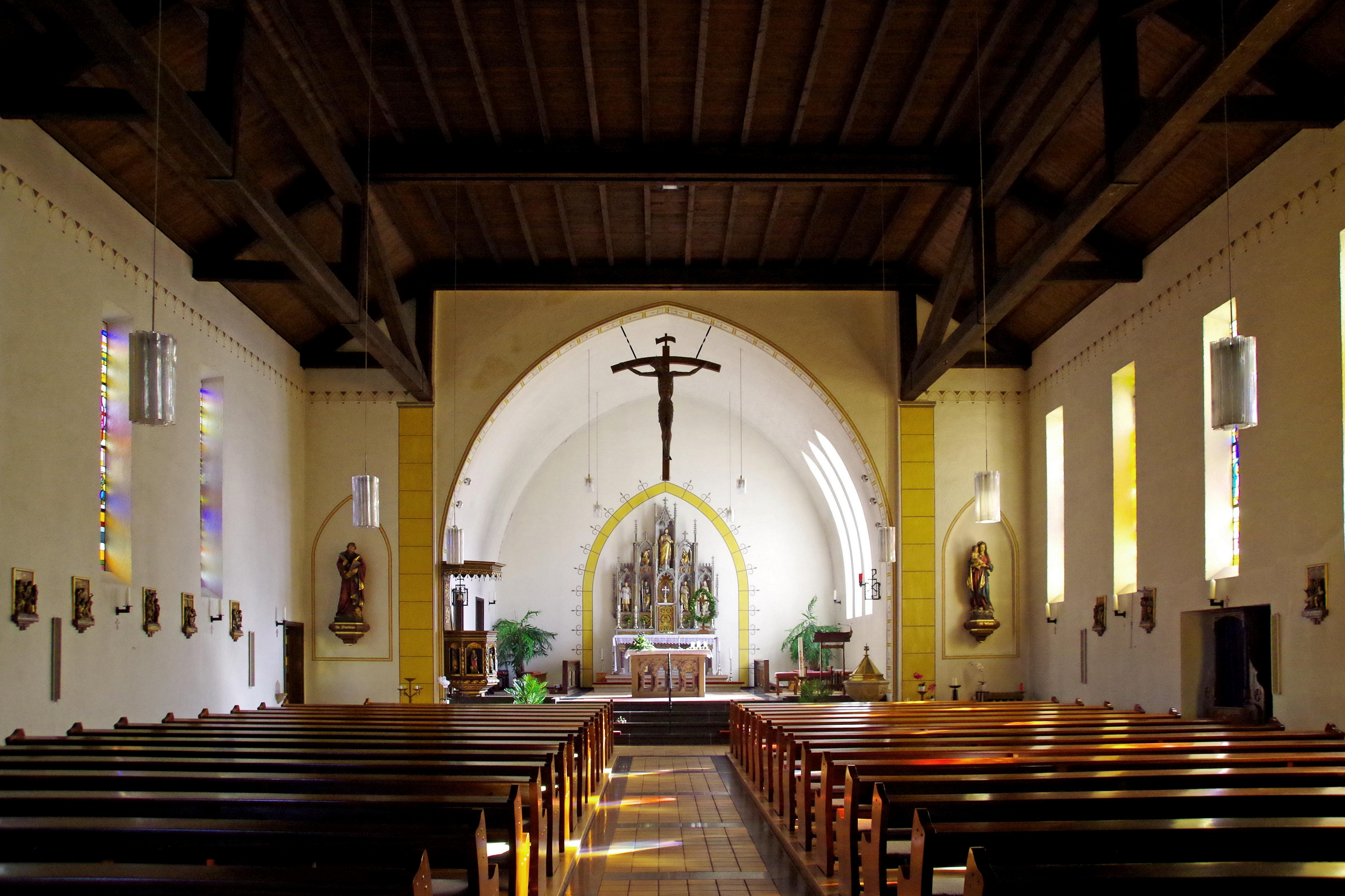
St. Matthäus (Daleiden)

Von der 1613 umgebauten Kirche sind noch ein Turm und der gotische Chor vorhanden. 1933 fügten die Architekten Ludwig Becker und Anton Falkowski im rechten Winkel ein neues Langhaus als Saalbau hinzu. Weihbischof Antonius Mönch konsekrierte die neue Kirche St. Matthäus am 25. Juni 1934.

## Pfarrer (Auswahl)
- 1613–1636: Jakob Pott
- 1665–1697: Theodor Faber
- 1704–1729: Franz Weyder
- 1738–1752: Hieronymus Cornely
- 1762–1790: Augustinus Kerschen (1735–1790)
- 1790–1797: Nikolaus Leonardy
- 1801–1818: Nikolaus Mausen (1754–1818)
- 1821–1860: Michael Bormann, Heimatforscher
- 1866–1891: Jakob Heinze
- 1906–1916: Franz Bungarten
- 1925–1949: Johann Baptist Faulhauer (1890–1979)
- 1950–1959: Julius Schmidt (1909–1983)
- 1959–1975: Leonhard Reiter (1909–1977)
- 1976–1986: Erwin Rech (1940–2021)
- 1987–?: Hermann-Josef Norta (* 1950)